# Helsingborg község
Helsingborg község (svédül: Helsingborgs kommun vagy Helsingborgs stad) Svédország 290 községének egyike. A jelenlegi községet 1971-ben hozták létre Helsingborg város és négy környező község egyesítésével.

## Települései
A községben 15 település (Tätort) található. A települések és népességük:
| Település       | Népesség | Megjegyzés         |
| --------------- | -------- | ------------------ |
| Helsingborg     | 91 457   | a község székhelye |
| Ödåkra          | 4771     |                    |
| Rydebäck        | 4485     |                    |
| Hittarp         | 3837     |                    |
| Påarp           | 2728     |                    |
| Bårslöv         | 2687     |                    |
| Mörarp          | 1744     |                    |
| Gantofta        | 1387     |                    |
| Kattarp         | 706      |                    |
| Allerum         | 628      |                    |
| Vallåkra        | 594      |                    |
| Domsten         | 566      |                    |
| Hasslarp        | 447      |                    |
| Tånga och Rögle | 230      |                    |
| Utvälinge       | 213      |                    |

## Külső hivatkozások
- Hivatalos honlap (svéd, angol)